# Мартынова, Шаши Александровна
Шаши Александровна Мартынова (род. 28 марта 1976) — российская переводчица, поэтесса и писательница, деятельница издательского и книжного бизнеса.

## Биография
Родилась 28 марта 1976 года в Москве.
В 1998 году окончила химический факультет Московского университета. Начала редакторскую работу в издательстве «Аванта+», где занималась томом «Химия» в Энциклопедии для детей (1998—2000).
С 2003 года главный редактор издательства «Гаятри», в 2005 году преобразованного в издательство «Livebook». Главный редактор года по версии газеты «Книжное обозрение» (2007). С 2009 г. руководитель издательства «Додо Пресс», одновременно до 2018 года возглавляла сеть московских книжных магазинов «Додо Мэджик Букрум».
С 2016 года совместно с Максимом Немцовым ведет переводческо-издательский проект «Скрытое золото XX века».

#### Профессиональная деятельность
Переводит современную литературу с английского языка, среди основных работ — Халед Хоссейни («И эхо летит по горам», 2013), Сальвадор Дали («Сокрытые лица», 2014), Дж. М. Кутзее («Детство Иисуса», 2015: «Школьные дни Иисуса», 2017; «Смерть Иисуса», 2020), Спайк Миллиган («Пакун», 2015), Славой Жижек («Метастазы удовольствия», 2016), Стивен Фрай («Миф», 2018, «Герои», 2019, «Троя», 2020), Вирджиния Вулф («Штора нянюшки Лагтон», 2021), Леонард Млодинов и другие. Переводит также поэзию, в том числе Пата Инголдзби («Красота надтреснутых глаз», 2020, «В Дублине скажут и не такое», 2022), Чарльза Симика (в сборнике «Открыто допоздна», 2021), Луизу Глюк, Джима Доджа
Особые усилия посвящает переводам ирландских авторов. В ее переводах выходили работы Джеймза Стивенза («Ирландские чудные сказания», 2018; «Горшок золота», 2019; «Полубоги», 2021), Флэнна О’Брайена («Лучшее из Майлза», 2016; «Архив Долки», 2017, «У Плыли-Две-Птицы», 2022), Колма Тойбина («Дом имен», 2018),  Пата Инголдзби («Особое чувство собственного ирландства», 2020, «Красота надтреснутых глаз», 2020, «В Дублине скажут и не такое», 2022, «Если ты никому не скажешь, я тоже», 2023), Таны Френч («Искатель», 2021, «Охотник», 2024), Найлла Уильямза («Вот оно, счастье», 2021).

#### Личная жизнь
В 2018 году ей была диагностирована аденокарцинома лёгкого.
Муж — переводчик Максим Немцов.

## Награды
- Как переводчик пять раз была номинирована на премию «Мастер», в 2020 году вошла в короткий список[10].
- Специальная премия имени Норы Галь: «За решение особой переводческой задачи: Майкл Мартоун[англ.] „Ведро тёплых слюней“», 2014[11].
- Премия Норы Галь, Лучший перевод рассказа с английского языка (Джеймз Стивенз[англ.], «Сказание Туана мак Карила»), 2019[12].
- Премия Андрея Белого, «За переводы ирландских авторов», 2020[13].

#### Интервью
- Шаши Мартынова: «Книги — это расширенная реальность» // Daily Moscow: Федеральное деловое издание, 18.09.2014.
- Я лечусь от рака легких: как и где искать информацию о заболевании